# ワイカト地方

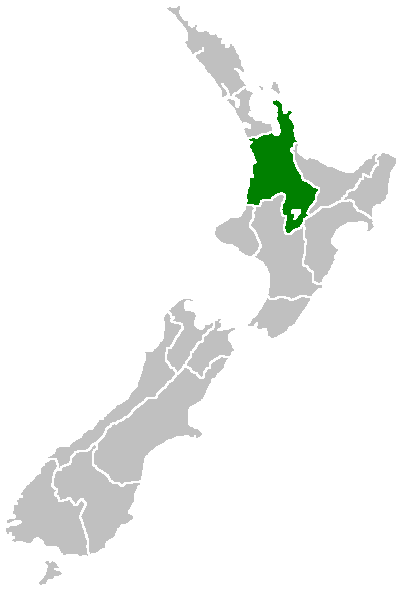
ワイカト地方（緑）の位置

ワイカト地方（ワイカトちほう、英: Waikato Region）は、ニュージーランドの北島の中西部にある、ハミルトンを中心とした地方。
面積約25,000 km2、人口522,600人（2023年）。最大都市はハミルトン（人口185,300人、2023年）。ワイカト地方議会がある。